# 郭胜 (足球运动员)
郭胜（1993年1月7日—），男，中国足球运动员，现效力中国足球甲级联赛球队呼和浩特中优，司职中场。

## 俱乐部生涯
2011年夏季，郭胜被提升进入陕西人和一线队，但在2011赛季只在预备队联赛中出场，没有得到为一线队出场的机会。2012年，他随队南迁贵阳，7月4日，他在2012年中国足协杯第三轮贵州人和主场对阵中甲联赛球队广东日之泉的比赛中首发登场，第一次代表一线队亮相，并帮助球队2比0击败对手，晋级第四轮。 9月30日，由于球队主力中场杨昊旧伤复发，主教练高洪波将郭胜列入球队的首发名单。虽然贵州人和最终在客场0比1不敌广州富力，但郭胜在比赛中打满90分钟，表现出色。 此后郭胜占据球队的主力位置，在联赛最后五轮和足协杯决赛两回合比赛都得到首发的机会，帮助贵州人和获得联赛第四名和足协杯亚军的成绩，历史上首次获得亚足联冠军联赛的参赛资格。